# Le Faux Millionnaire
Pour plus de détails, voir Fiche technique et Distribution.
Le Faux Millionnaire (titre original : Falska millionären) est un film franco-suédois réalisé par le réalisateur autrichien Paul Merzbach, sorti en 1931. 
Zarah Leander y joue son premier rôle dramatique.

## Fiche technique
- Titre : Falska miljonären
- Réalisation : Paul Merzbach
- Scénario : Oscar Rydqvist et Paul Merzbach
- Musique : Jules Sylvain et John Kåhrman
- Photographie : Heinrich Balasch et Martin Bodin
- Montage : Paul Merzbach
- Production : Stellan Claësson et Jacques Haïk
- Société de production : Les Établissements Jacques Haïk et Minerva Film AB
- Pays :  Suède et  France
- Genre : Comédie
- Durée : 90 minutes
- Dates de sortie : 
  - Suède : 26 octobre 1931

## Distribution
- Zarah Leander : Marguerite Lebon, une vamp mondaine
- Fridolf Rhudin : Fridolf F. Johnson
- Ingert Bjuggren : la baronne Brita Gyllenblad
- Annalisa Ericson : Anna-Lisa
- Weyler Hildebrand : Weyler
- Håkan Westergren : Fridolf F. Johnson